# Swammerdamia conspersella
Swammerdamia conspersella is een vlinder uit de familie van de stippelmotten (Yponomeutidae). De wetenschappelijke naam van de soort werd in 1847 gepubliceerd door Tengström.